# Pamukan Barat
Pamukan Barat (indonez. Kecamatan Pamukan Barat) – kecamatan w kabupatenie Kotabaru w prowincji Borneo Południowe w Indonezji.
Kecamatan ten graniczy od północy z prowincją Borneo Wschodnie, od wschodu z kecamatanem Pamukan Utara, od południa z kecamatanem Sungai Durian, a od zachodu z kabupatenem Balangan.
W 2010 roku kecamatan ten zamieszkiwało 8 980 osób, z których 100% stanowiła ludność wiejska. Mężczyzn było 6 900, a kobiet 3 987. 4 993 osoby wyznawały islam, a 682 chrześcijaństwo.
Znajdują się tutaj miejscowości: Batuah, Mangka, Marga Jaya, Mayang Sari, Sengayam.